# Real Sports Pro Yakyuu
Real Sports Pro Yakyuu, conhecido no Japão pelo título original de Real Sports プロ野球, é um jogo eletrônico esportivo de beisebol, foi desenvolvido e publicado pela Enterbrain; e lançado em 7 de agosto de 2003 para o console PlayStation 2. O game apresenta equipes e jogadores da Nippon Professional Baseball (NPB) com nomes reais.